# Life Will See You Now
Life Will See You Now è il quarto album in studio del cantautore svedese Jens Lekman, pubblicato nel 2017.

## Tracce
Testi e musiche di Jens Lekman, eccetto dove indicato.
1. To Know Your Mission (featuring Loulou Lamotte) – 4:56
2. Evening Prayer (featuring Loulou Lamotte) – 4:15
3. Hotwire the Ferris Wheel (featuring Tracey Thorn) – 4:13 (Lekman, Tracey Thorn)
4. What's That Perfume That You Wear? – 3:30
5. Our First Fight – 2:40
6. Wedding in Finistère – 3:24 (Lekman, Malin Nordström)
7. How We Met, The Long Version – 4:16
8. How Can I Tell Him – 3:56
9. Postcard #17 – 4:21
10. Dandelion Seed – 5:36